# Bathi apátsági templom

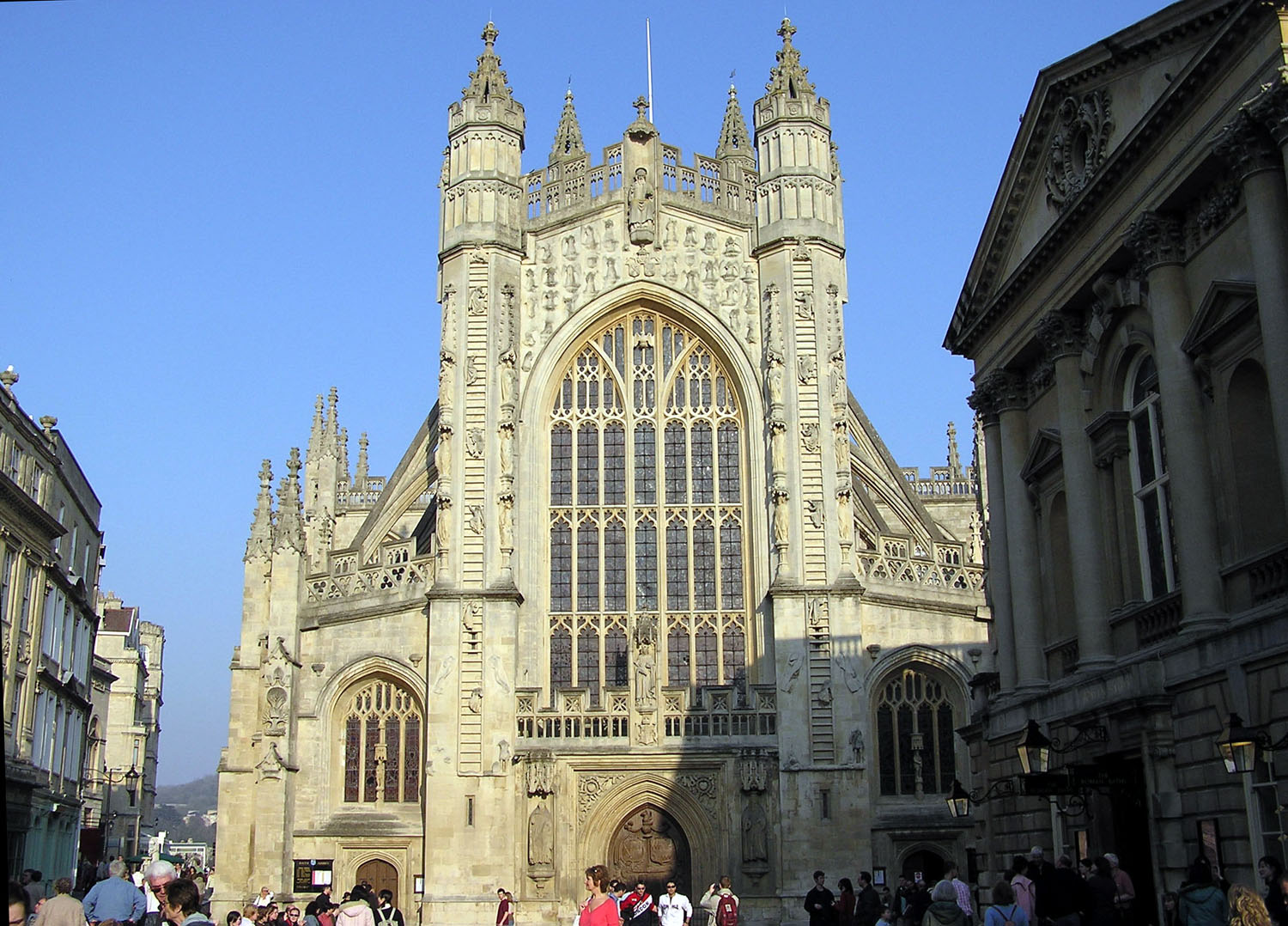
A nyugati homlokzat

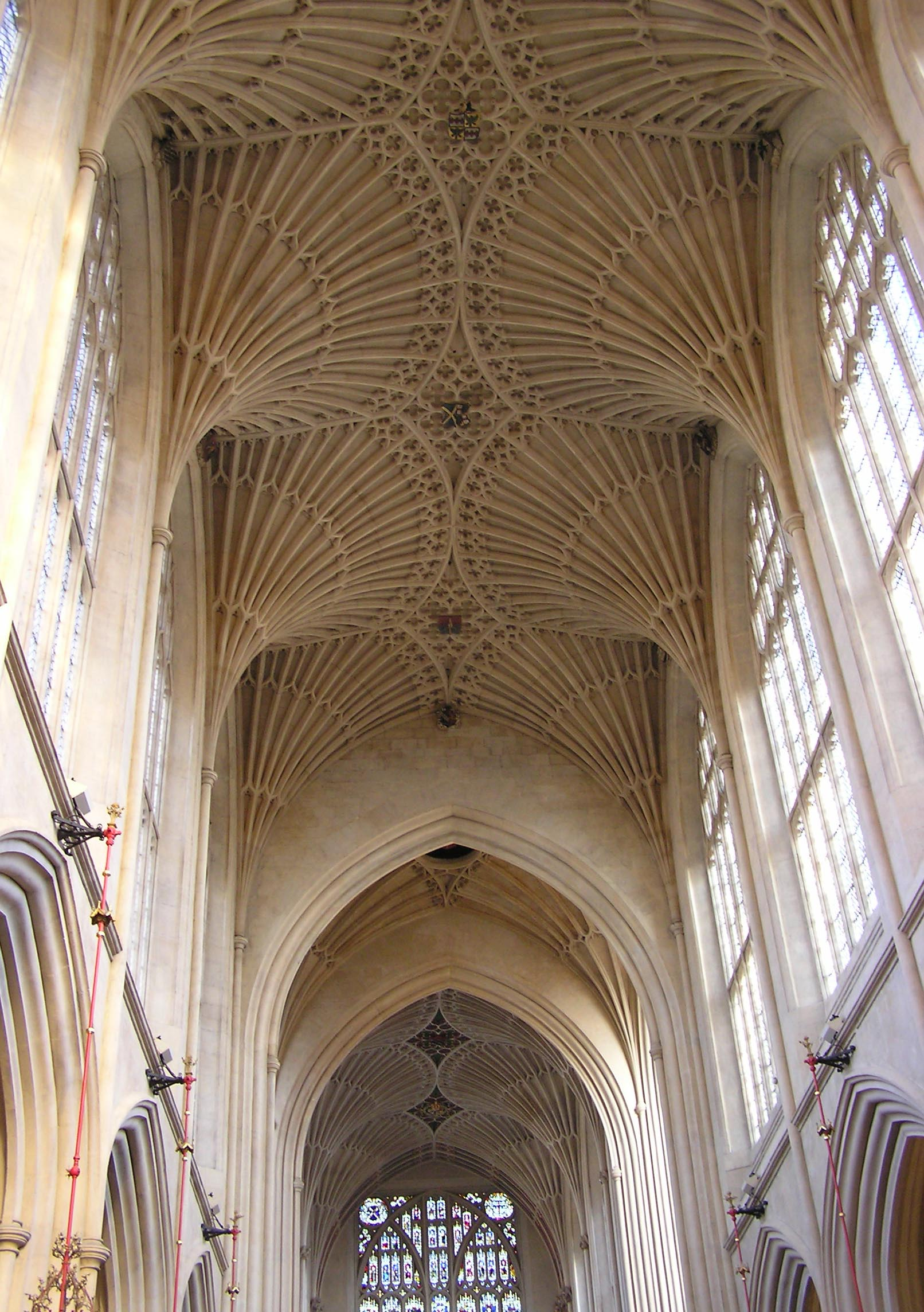
Jellegzetes angol gótikus boltozat

A bathi apátsági templom (angolul Bath Abbey) plébániatemplom az angliai Bathban. Eredetileg egy rendház temploma volt. 1156-ban készült el, a 13. században súlyosan megsérült, a 16. században újra felépítették, 1574-től 1611-ig a megmaradt részeket renoválták és ekkortól lett Bath plébániája, majd az 1860-as években újra felújították. 1996-ban a templom új orgonát kapott a klaisi orgonamanufaktúrától.
A templom 67 m hosszú és az oldalhajókkal együtt 22 m széles. A középső hajó 24 m, a torony 49 m magas. A főoltár fölötti ablak Jézus Krisztus életének 56 jelenetét örökíti meg.